# PlayStation Move
PlayStation Move (プレイステーションムーヴ, PureiSutēshon Mūvu) este un controler de joc de mișcare dezvoltat de Sony Interactive Entertainment. Este folosit mai ales pentru jocurile cu lupte de pe PlayStation.
A fost lansat prima dată pentru consola video PlayStation 3 (PS3). PlayStation Move folosește senzori care detecteză ușor fiecare unghi, intuind acțiunea pe care vrei s-o faci. În Europa a fost lansat pe 15 septembrie 2010, în Australia pe 16 septembrie, în America de Nord și Marea Britanie pe 17 septembrie și, în Japonia pe 21 octombrie. Desigur, PlayStation Move folosește și legendarele butoane Sony A,O,X,O.